# Eupithecia birufata
Eupithecia birufata là một loài bướm đêm trong họ Geometridae.